# Erik de Corte
Erik de Corte (* 15. Juni 1941 in Blankenberge) ist ein belgischer Professor emeritus für Pädagogische Psychologie an der Katholischen Universität Löwen.

## Leben und Werk
De Corte begann als Grundschullehrer 1960 in Torhout, machte den Master in Erziehungswissenschaften 1964 in Löwen und dort ebenso den Ph.D. 1970 über ein mathematikdidaktisches Problem. Auch seine weitere Karriere verlief dort: Dozent bis 1972, Assistenzprofessor bis 1976, Professor bis 1978 und Lehrstuhlprofessor bis zur Emeritierung 2006.
Seine Gebiete sind die Lehr- und Lernpsychologie sowie die computerunterstützte Problemlösung. Er arbeitete auch für die NATO zum Einsatz künstlicher Intelligenz.
De Corte ist ehemaliger Direktor des Center for Instructional Psychology and Technology (CIP&T) an der Universität Löwen und ehemaliger Direktor des Leuven Language Institute dort. Er begründete und leitete als erster Präsident (1985–1989) die European Association for Research on Learning and Instruction (EARLI), die die neue Zeitschrift Learning and Instruction (L&I) ab 1991 herausgab. Er war Gastdozent an der Graduates School of Education der Stanford University (1998–1999), hielt den Francqui Chair 2000–2001 an der Universität Liège und war Fellow am Center for Advanced Study in the Behavioral Sciences in Stanford (2005–2006).
Er hat Ehrendoktorate der Randse Afrikaans Universiteit in Johannesburg (2000), der University of the Free State Bloemfontein (2003). Er ist seit 1995 Mitglied der Academia Europaea (Vorstand der HERCULES Experten Gruppe 2009–2016), ausländisches Mitglied der US-National Academy of Education, Fellow der International Academy of Education (Präsident 1998–2006), Fellow der American Educational Research Association, Mitglied der Royal Norwegian Society of Sciences and Letters (Humanities), Mitglied der Russischen Bildungsakademie.

## Schriften
- Computer-Based Learning Environments and Problem Solving. Springer, 2012, ISBN 978-3-642-77230-6.
- mit Jens Erik Fenstad (Hrsg.): From information to knowledge, from knowledge to wisdom : challenges and changes facing higher education in the digital age : proceedings from a symposium held in Stockholm, 5 - 7 November 2009. Portland Press, London  2010.
- Marrying theory building and the improvement of school practice: A permanent challenge for instructional psychology. In: Learning and Instruction. Band 10, 2000, S. 249–266.
- mit B. Greer und L. Verschaffel: Mathematics teaching and learning. In: David C. Berliner, R. Calfee (Hrsg.): The handbook of educational psychology. Macmillan, New York 1996, S. 491–549.
- mit Heinz Mandl u. a. (Hrsg.): International Perspectives on the Design of Technology-supported Learning Environments. 1996, ISBN 0-8058-1854-5.
- H. Mandl, E. De Corte u. a. (Hrsg.): Learning and instruction. Vol. 2.1: Social and cognitive aspects of learning and instruction. Pergamon, Oxford 1990.
- H. Mandl, E. De Corte u. a. (Hrsg.): Analysis of complex skills and complex knowledge domains. Pergamon, Oxford 1990.
- E. De Corte, H. Lodewijks, R. Parmentier, P. Span (Hrsg.): Learning and instruction. European research in an international context. Pergamon Press/Leuven University Press, Oxford, UK/Leuven, Belgium 1987.
- Grundlagen didaktischen Handelns : von der Didaktik zur Didaxologie. Beltz 1975.
- Theoretical and empirical study on the determination, formulation, classification and evaluation of the cognitive objectives of mathematics education at the primary school, Diss. 1970.

## Einzelbelege
1. ↑  Academy of Europe: Highlight. Abgerufen am 26. Dezember 2021.
2. ↑  Titulars – Fondation Francqui – Stichting. Abgerufen am 26. Dezember 2021.
3. ↑  Eintrag auf der Internetseite der Academia Europaea
4. ↑  Academy of Europe: HERCulES. Abgerufen am 26. Dezember 2021.

| Personendaten    | Personendaten       |
| ---------------- | ------------------- |
| NAME             | de Corte, Erik      |
| KURZBESCHREIBUNG | belgischer Pädagoge |
| GEBURTSDATUM     | 15. Juni 1941       |
| GEBURTSORT       | Blankenberge        |